# Тинтин в Конго
«Тинтин в Конго» (фр. Tintin au Congo) — второй альбом из серии «Приключения Тинтина» бельгийского карикатуриста Эрже.
Комикс выпускался еженедельно с 5 июня 1930 года по 11 июня 1931 года по заказу бельгийской газеты Le Vingtième Siècle, а затем был опубликован в сборнике Éditions de Petit Vingtième в 1931 году.

## Сюжет
История рассказывает о приключениях молодого репортёра Тинтина и его собаки Милу, которые отправляются в Бельгийское Конго, чтобы подготовить репортаж о событиях в стране. Встречаясь в ходе этих приключений с коренными конголезцами и дикими животными, Тинтин раскрывает преступную операцию по контрабанде алмазов, которой руководит американский гангстер Аль Капоне.

## Приём
Следующий за «Тинтином в Стране Советов», «Тинтин в Конго» имел коммерческий успех в Бельгии, а также Франции. Эрже продолжил «Приключения Тинтина» «Тинтином в Америке» в 1932 году, и в дальнейшем эта серия комиксов стала определяющей частью франко-бельгийской школы комиксов. В 1946 году Эрже перерисовал «Тинтина в Конго» и раскрасил его в своём характерном стиле для переиздания.
В конце XX века «Тинтин в Конго» подвергался все большей критике из-за расистского и колониального отношения к конголезцам, а также прославления охоты на крупную дичь. В связи с этим в Бельгии, Швеции, Великобритании и США были предприняты попытки либо запретить эту часть, либо ограничить доступ к ней детям. Критики восприняли произведение в основном негативно: «Тинтин в Конго» считается одним из худших произведений Эрже.